# The Qualified Adventurer
The Qualified Adventurer é um filme de aventura produzido no Reino Unido e lançado em 1925. Foi baseado no romance The Qualified Adventurer, de Selwyn Jepson.